# 毛當
毛當（?—383年）生在五胡十六國時代，武都郡（今甘肅省隴南市）人。氐族人，為前秦苻堅的武將，其威武與當時的驍將石越齊名。曾被賦予的職位有鎮西將軍、梁州刺史、右將軍、平南將軍、徐州刺史和東豫州刺史。在討伐翟斌的戰役被殺，諡號武。

## 事蹟

### 戍守晉陽
太和五年(370年)四月，前秦大王苻堅派王猛率領楊安、張蚝、鄧羌等十將，率步騎六萬進攻前燕，同時集結兵力，準備親率大軍以為後繼，一舉滅燕。同年七月，苻堅命王猛攻打前燕的壺關，命前將軍陽安攻克前燕的晉陽城。八月，前燕皇帝慕容暐命令慕容評統率宮廷內外的精兵三十萬人抵抗前秦。不久，王猛攻克壺關，所到郡縣，全部降附。九月，王猛留屯騎校尉苟萇守壺關，親率主力援助楊安，俘獲前燕東海王慕容莊。慕容評本打算堅壁清野拖垮王猛軍隊，然而在壺關、晉陽被攻陷後，反而滯留於潞川，不敢出兵。十月，王猛命毛當留守晉陽城，自己進軍潞川，與慕容評相對峙。不久，前秦、前燕兩軍交戰，秦軍大敗燕軍，燕軍被俘獲斬首五萬多人，秦軍乘勝追擊，燕軍被斬殺和投降的又有十萬多人。十一月，慕容暐被俘，前燕滅亡。

### 奪取梁益
寧康元年(373年)冬，苻堅讓益州刺史王統、秘書監朱肜率領二萬士卒從漢川出征，鷹揚將軍徐成、益州刺使王統與毛當受命奪取東晉的梁、益兩州。東晉梁州刺史楊亮率領一萬多巴獠人抵抗，在青谷交戰。結果，楊亮軍隊大敗，奔逃至西門固守。之後，朱肜攻下漢中，徐成攻下劍閣，楊安攻下梓潼。東晉益州刺史周仲孫統率兵眾在綿竹抵禦朱肜，聽說毛當將要抵達成都，便率領騎兵五千人逃奔到南中。楊安、毛當於是奪取梁、益二州，而西南夷族邛、莋、夜郎等地也一一歸順前秦。在此戰役後，毛當被苻堅任命為鎮西將軍與梁州刺史，負責鎮守漢中。

### 合攻襄陽
太元三年(378年)二月，苻堅派苻丕、武衛將軍苟萇和尚書慕容暐等，率領步兵、騎兵七萬進犯東晉的襄陽。同時，荊州刺史楊安率領樊州、鄧州的兵眾作為前鋒，征虜將軍石越率領一萬精銳騎兵出魯陽關。再來，命京兆尹慕容垂、揚武將軍姚萇率領五萬兵眾離開南鄉，領軍將軍苟池、右將軍毛當、強弩將軍王顯率領四萬兵眾離開武當，會合攻打襄陽。因東晉梁州刺史朱序的錯誤判斷，再加上襄陽城內有奸細裡應外合，襄陽於該年被攻陷。

### 攻取堂邑
太元三年(378年)五月，苻堅大帝為了策應西線戰事，命兗州刺史彭超率後將軍俱難、右禁將軍毛盛、洛州刺史邵保領軍七萬分別攻下了彭城、淮陽，並與當時身為前秦右將軍的毛當、強弩將軍王顯率領的游騎二萬會合，攻下東晉國境內淮河以南的各城池。在攻下淮河以南的區域後，前秦直指江蘇省寶應縣的三阿鎮。東晉淪陷區的幽州、冀州、青州、并州的戰時流亡政府都集中在江蘇省寶應縣的三阿鎮，也因此成為前秦大軍的目標。在攻克三阿鎮之前，離三阿鎮不遠的堂邑擁有重要的戰略地位，故東晉派出右衛將軍毛安之率四萬大軍駐紮於此。太元四年(379年)三月，苻堅命毛當和毛盛率二萬軍迎戰之，並以突襲擊潰了四萬晉軍。隨後，雖然前秦軍在人數上佔了優勢，但由於東晉北府軍的精銳，由彭超所帶領的前秦軍節節敗退，最後退守彭城。在俱難、彭超等人被苻堅定罪受罰後，該年七月命毛當為徐州刺史，平南將軍，鎮守彭城。
太元五年(380年)十二月，前秦設立東豫州，任命毛當為東豫州刺史，鎮守許昌。

### 戍衛洛陽
太元八年(383年)冬，慕容垂將兵權交與苻堅，便請求苻堅讓他去鎮撫北方百姓。苻堅採納了他的建議，但他不曉得慕容垂內心已有復國的慾望。有大臣權翼勸諫苻堅說，慕容垂勇猛謀略過人、志向很高，怎能讓他回前燕國土呢？苻堅沒有聽從，派遣將軍李蠻、閔亮、尹國率領三千兵眾護送慕容垂。又派驍騎將軍石越率領三千精銳士兵戍守鄴城，派驃騎將軍張蚝率領五千羽林軍戍衛并州，留下四千士兵配給鎮軍將軍毛當戍衛洛陽。

### 兵敗被殺
同年，毛當被封為武平侯。當時，慕容鳳以及前燕舊臣的兒子燕郡人王騰、遼西人段延等，聽說丁零族首領翟斌起兵，各自率領部曲家兵歸附翟斌。平原公苻暉派毛當討伐翟斌。慕容鳳身披鎧甲，長驅直入，丁零族士兵緊隨其後並大敗前秦的軍隊。毛當於此戰役被殺，諡號武。